# FixMyStreet
FixMyStreet es un marco de software libre y de código abierto de mySociety que permite a cualquier persona ejecutar un sitio web para agregar y reportar problemas callejeros, similar a FixMyStreet.com.

## Historia
FixMyStreet de Reino Unido inspiró sitios similares en otros países. Para evitar la necesidad de escribir el código desde cero, mySociety refinó el código base de FixMyStreet, haciéndolo más genérico, más fácil de instalar y capaz de manejar diferentes mapas, incluyendo OpenStreetMap. Este proceso se inició cuando la NUUG financió el desarrollo de una versión noruega de FiksGataMi.